# Axel Linde
Axel Wiktor Linde, född 16 augusti 1883 i Korsberga, Skaraborgs län, död 28 december 1963 i Skövde, var en svensk militär (överste).
Linde blev underlöjtnant vid Skaraborgs regemente (I 9) 1905, löjtnant där 1908, kapten 1919 och major i armén 1929. Han blev major vid Norrbottens regemente (I 19) 1930 och överstelöjtnant vid Gotlands infanterikår (I 18) 1934. Linde var överste och chef för Gotlands infanteriregemente (I 18) 1937–1940. Han avgick 1941.
Linde var stadsfullmäktig i Skövde. Han blev riddare av Svärdsorden 1926, kommendör av andra klassen av samma orden 1940 och kommendör av första klassen 1943.
Linde var son till lantbrukaren Lars Johan Andersson och Augusta Helena Schnell. Han gifte sig 1910 med Anna Georgina Teresia Schnell (1891–1972), adoptivdotter till grosshandlaren Otto Sanfrid Schnell och Adelaide Johanna Maria Sundström. Makarna Linde är begravda i hustruns familjegrav på Skogsö kyrkogård.